# Эдер (Бад-Берлебург)
Эдер (Бад-Берлебург) (нем. Eder, LP Bad Berleburg) — природоохранная территория (категория заказник) в природно-историческом регионе Виттгенштайнер-Ланд (район Зиген-Виттгенштайн, Северный Рейн-Вестфалия, Германия).

## География
Территория площадью около 120 гектаров, которая в 2004 году была передана под охрану под кодовым номером SI-096, простирается на юго-запад, юг и юго-восток от центрального города Бад-Берлебург вдоль реки Эдер между поселение Ауэ на западе и Беддельхаузеном на востоке. Государственная дорога земельного значения L 553 проходит в основном вдоль реки Эдер. Через территорию к югу от Бад-Берлебурга проходит шоссе федерального значения B 480, а к востоку от него — земельная дорога L 718. По восточной окраине заказника проходит федеральная граница с землёй Гессен. К западу, северо-западу и северу от заказника находится природоохранная территория «Ротхаркамм ам Гренцвег» площадью около 3525 гектаров.

## Природоохранные биотопы заказника
- BK-4915-0085 — ценность этого биотопа определяется характером этого участка Эдера с высокими травянистыми лугами, крутыми склонами и небольшими фрагментами прирусловых лесов. В частности, лес крутого склона долины с большой популяцией типичной для этого местообитания лунной фиалки, делает эту территорию ценным природоохранным комплексом в природном регионе Зауэрланд/Бергишес-Ланд.[2]
- BK-4915-087 — биотоп у населённого пункта Ауэ. Здесь долина Эдера значительно расширяется. Луговая используется под пастбища и сенокосы. Луга пересечены рвами с древесной растительностью. Река на этом участке имеет естественные высокие обрывистые берега, заросшие кустарниками. Ширина русла местами превышает 10 м. Дно сложено щебнево-каменистой массой, встречаются гравийные отмели. В южной части биотопа у подножия горы Эдер образовал скальную стенку.[2]
- BK-4916-012 — расположен в узкой петле Эдера южнее Арфельда. Внутри излучины расположен короткий горный хребет с вершиной Оберг (424 м).[3] В состав биотопа входят горные склоны хребта с выходами скальных пород, заросшие дубово-буковым лесом вплоть до узкой поймы реки.